# 博洛涅
博洛涅（法語：Bologne，法語發音：[bɔlɔɲ]）是法国上马恩省的一个市镇，属于肖蒙区。

## 地理
博洛涅（48°12'7"N, 5°8'27"E）面积31.26 平方千米，位于法国大東部大區上马恩省，该省份为法国东北部内陆省份，北起马恩省和默兹省，西接奥布省，西南接科多尔省，东南接上索恩省，东临孚日省。
与博洛涅接壤的市镇（或旧市镇、城区）包括：容什里、拉芒西讷、默尔、里欧库尔、维耶维尔、弗兰库尔、昂德洛-布朗什维尔、阿内维尔拉普赖里、布雷特奈、布里欧库尔、达尔马讷。

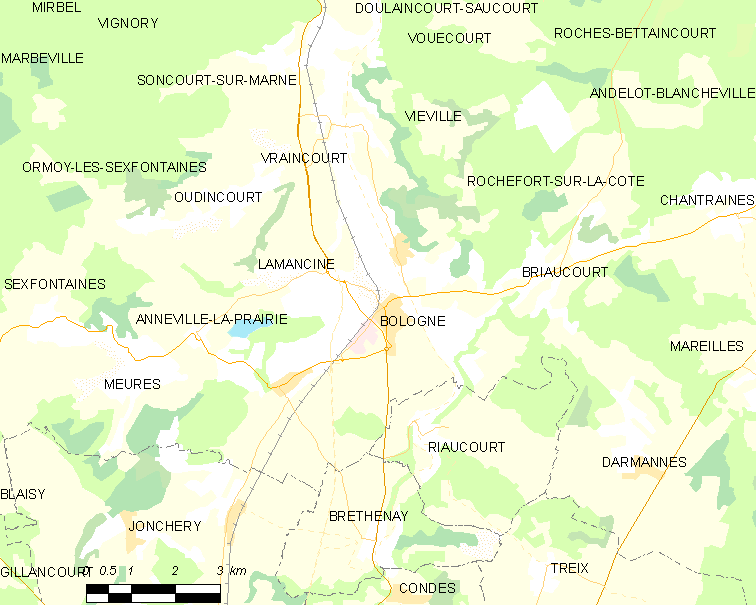
博洛涅的OSM定位图

博洛涅的时区为UTC+01:00、UTC+02:00（夏令时）。

## 行政
博洛涅的邮政编码为52310，INSEE市镇编码为52058。

## 政治
博洛涅所属的省级选区为博洛涅县。

## 人口

1962-2008年间博洛涅人口变化图示

博洛涅于2022年1月1日时的人口数量为1836人。